# Église Saint-Germain de Boësses
Pour les articles homonymes, voir Église Saint-Germain.
L’église Saint-Germain est une église française située à Boësses dans le département du Loiret et la région Centre-Val de Loire.

## Géographie
L'église est située dans le département français du Loiret sur le territoire de la commune de Boësses.
Cette église du groupement paroissial de Puiseaux est rattachée au doyenné de la Beauce-Pithiviers, à la zone pastorale de la Beauce, au diocèse d'Orléans et à la province ecclésiastique de Tours.

## Histoire
Les origines de la construction de l'édifice remontent au XIIe siècle.
Le porche est classé au titre des monuments historiques dès le 17 juillet 1908.
Le reste de l'église, à l'exception de la sacristie moderne, est classé le 19 septembre 1956.

## Pour approfondir